# Pfarrkirche Wagrain

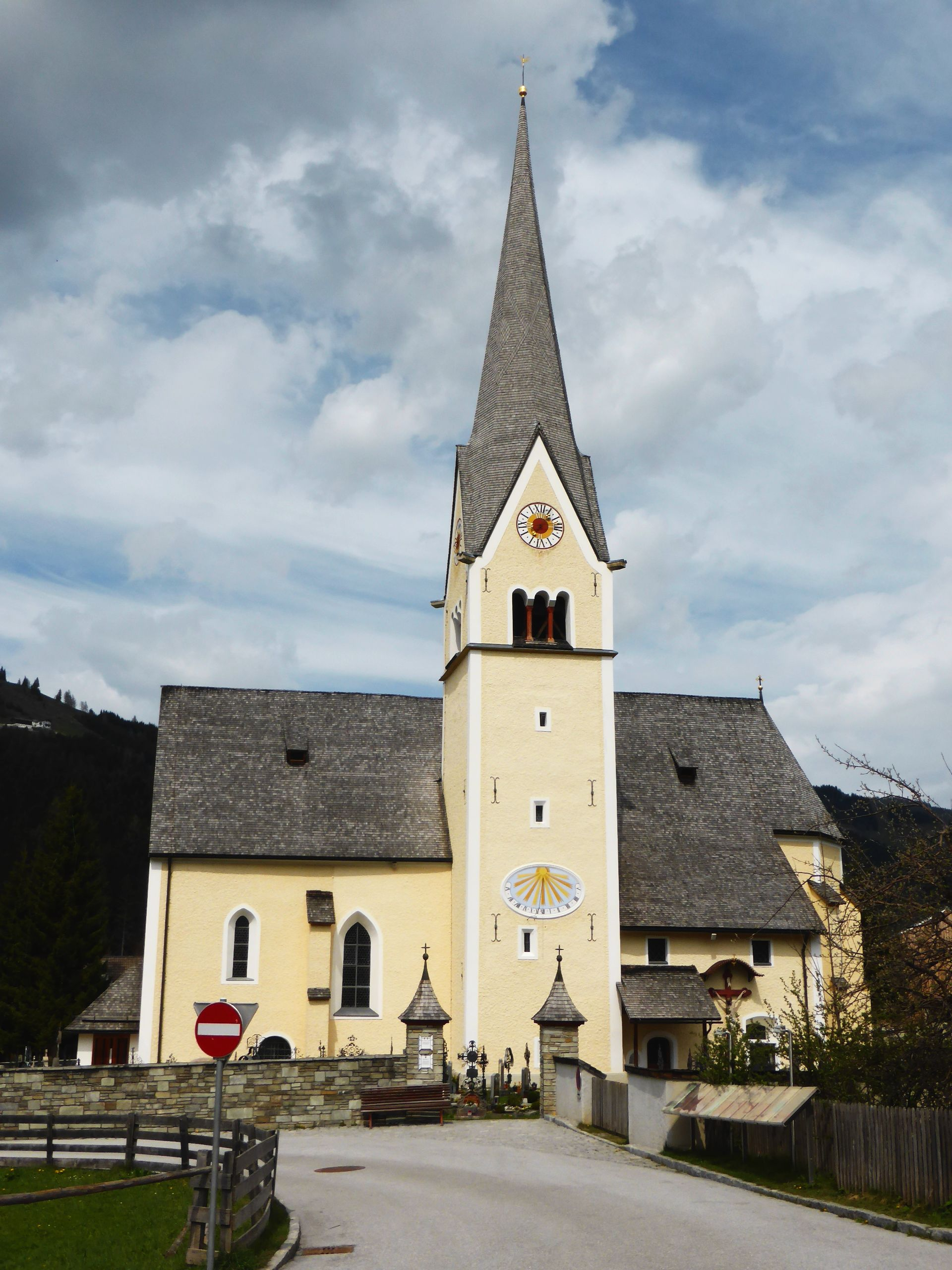
Katholische Pfarrkirche hl. Rupert in Wagrain

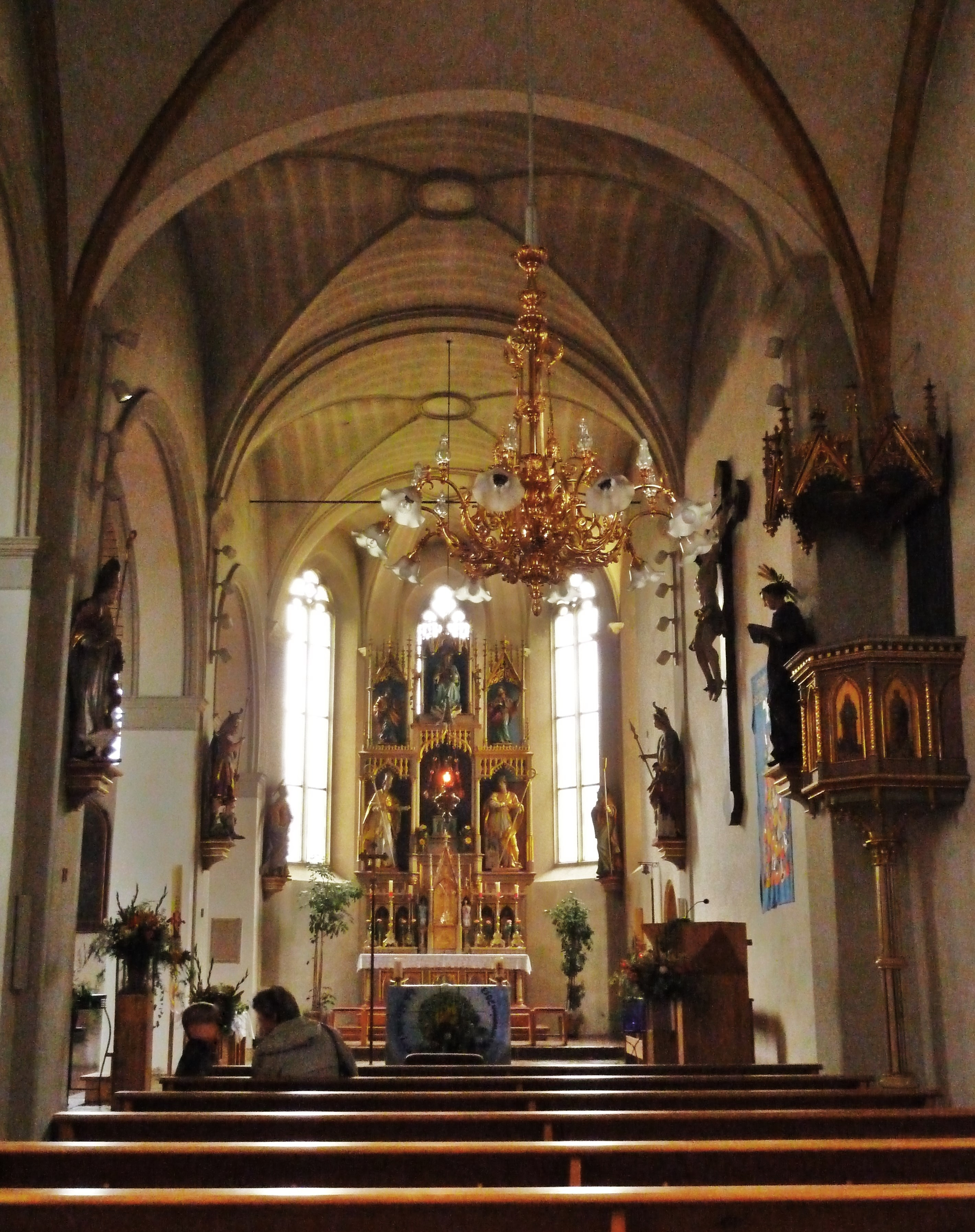
Langhaus, Blick zum Chor

Die römisch-katholische Pfarrkirche Wagrain steht am Kirchboden im Südostens von Wagrain Markt der Marktgemeinde Wagrain im Bezirk St. Johann im Pongau im Land Salzburg. Die dem Patrozinium des Heiligen Rupert von Salzburg unterstellte Pfarrkirche gehört zum Dekanat St. Johann im Pongau der Erzdiözese Salzburg. Die Kirche steht unter Denkmalschutz (Listeneintrag).

## Geschichte
Urkundlich wurde 1359 eine Kirche genannt, 1395 als Filiale der Pfarrkirche Altenmarkt. Seit 1486 Vikariat wurde die Kirche 1857 zur Pfarrkirche erhoben.
Der dreijochige Chorbau wurde um 1450 im Westen um ein breiteres fast quadratisches Langhaus erweitert. 1711 erfolgte an der Chornordseite eine Erweiterung mit einem Seitenschiff, die Nordwand wurde 1750 mit Stützpfeilern verstärkt. 1890 erfolgte eine Regotisierung. 1947 und von 1974 bis 1978 waren Restaurierungen.

## Architektur
Der gotische Kirchenbau mit einem Südturm ist mit einem Friedhof mit einer Ummauerung umgeben.
Die Kirchenäußere zeigt einen ungegliederten gotischen Baukörper mit einem Achsknick zwischen Langhaus und Chor, der Chor mit einem Dreiseitschluss hat zweifachgestufte Strebepfeiler, Spitzbogenfenster mit 1974 erneuertem Maßwerk und ein Satteldach. Das spitzbogige Westportal des Langhauses ist gekehlt. Das nordseitige Seitenschiff des Chores hat ein Westportal mit einem Segmentbogengiebel und Segmentbogenfenster. Südseitig am Chor steht ein zweigeschoßiger Sakristeianbau mit einer gotischen Eisenplattentür und einem quadratischen Fenster und Rundbogenfenster. Der ungegliederte gotische Südturm aus der zweiten Hälfte des 15. Jahrhunderts hat südlich Luken und eine ovale Sonnenuhr in einem Stuckrahmen, über einem Gesims gibt es Triforienfenster mit achteckigen Pfeilern, Dreieckgiebel, der Turm trägt ein achtseitiges geschindeltes Pyramidendach.
Außen am Chor gibt es eine Konsolfigur Maria mit Kind aus der zweiten Hälfte des 19. Jahrhunderts, dahinter eine Wandmalerei mit der Darstellung der Landschaft mit Wagrain von Ernst Huber 1950, an der Sakristei ein Kruzifix aus der zweiten Hälfte des 19. Jahrhunderts.
Das Kircheninnere zeigt ein annähernd quadratisches zweischiffiges zweijochiges Langhaus als Einsäulenraum um 1450 mit einem von der Mittelsäule und von Konsolen aufsteigenden gotischen Netz- bzw. Kreuzrippen. Die Empore entstand 1890. Der eingezogene dreijochige Chor mit einem Dreiseitschluss hat Kreuzgewölbe und Gurten über flachen Pilastern und Konsolen, in der südlichen Chorwand ist im ersten Joch der Turmzugang, im dritten Joch ein gekehltes rundbogiges Sakristeiportal und darüber spitzbogige Oratorienfenster. Die nördliche Chorwand ist mit Rundbögen auf quadratischen Pfeilern zum Seitenschiff geöffnet. Die Sakristei hat ein gotisches Kreuzgewölbe mit einem runden Schlussstein.

## Einrichtung
Den Hochaltar schuf Jakob Adlhart 1976, über dem Tabernakel steht eine gotische Madonna aus der zweiten Hälfte des 14. Jahrhunderts mit Wolken und Engel von Jakob Adlhart, die seitlichen Konsolfiguren der Heiligen Rupert und Virgil schuf Johann Georg Itzlfeldner 1764, die Figuren der Heiligen Joachim und Anna entstanden in der Mitte des 18. Jahrhunderts.
Die barocken Seitenaltäre zeigen Bilder von Thomas Buchauer 1890. Der linke Seitenaltar zeigt zwischen Säulen das Altarbild hl. Josef und das Oberbild hl. Maria mit Kind und trägt eine Marienfigur um 1930. Der rechte Seitenaltar zeigt das Altarbild hl. Sebastian 1890 und das Oberbild hl. Antonius von Padua und trägt eine Herz-Jesu-Figur von Jakob Adlhart 1979. Der Altar im nördlichen Seitenschiff mit einem neugotischen Tabernakel trägt seitlich die Figuren der Heiligen Petrus und Jakobus aus dem 18. Jahrhundert und die Heiligen Johannes der Täufer und Johannes Evangelist um 1800.
Die neogotische Kanzel mit einem Schalldeckel schuf Paul Kronthaler 1892, die Füllfelder zeigen Bilder der Evangelisten und Herz Jesu.
Es gibt Schnitzwerke mit den Heiligen Leonhard und Martin aus dem 18. Jahrhundert, die Heiligen Georg und Florian schuf Johann Georg Itzlfeldner 1764. Ein barocker Kruzifix schuf Johann Georg Mohr 1682. Die neugotische Konsolfigur Gottvater und eine Orgelkrippe an der Mittelsäule schuf Jakob Adlhart 1952.
Den Taufstein schuf Georg Mayr 1617. Die Weihwasserschale schuf Johann Högler 1765. Das Gestühl entstand 1947.
Es gibt folgende Bilder: Ein Bruderschaftsbild mit der Heiligen Familie und unterhalb Frauen und Männern ist mit Jacob Zanusi 1738 bezeichnet, das Bild Jesus an der Geißelsäule stammt aus dem 18. Jahrhundert, die Bilder Mariä Verkündigung und Jesus am Ölberg aus der Zeit um 1890. Die vierzehn Kreuzwegbilder wurden 1863 von Thomas Buchauer geschaffen, das Bild der Geburt Christi von Erwin Exner 1948.
Die Joseph-Mohr-Gedächtnis-Orgel wurde 2006 von Andreas Kaltenbrunner erbaut. Sie umfasst 25 Register auf zwei Manualen und Pedal.
Eine gotische Skulpturengruppe um 1400 mit einem thronenden Papst und einem Bischof, wohl Papst Innozenz VII. und Erzbischof Eberhard, befindet sich im Dommuseum Salzburg.

## Grabdenkmäler

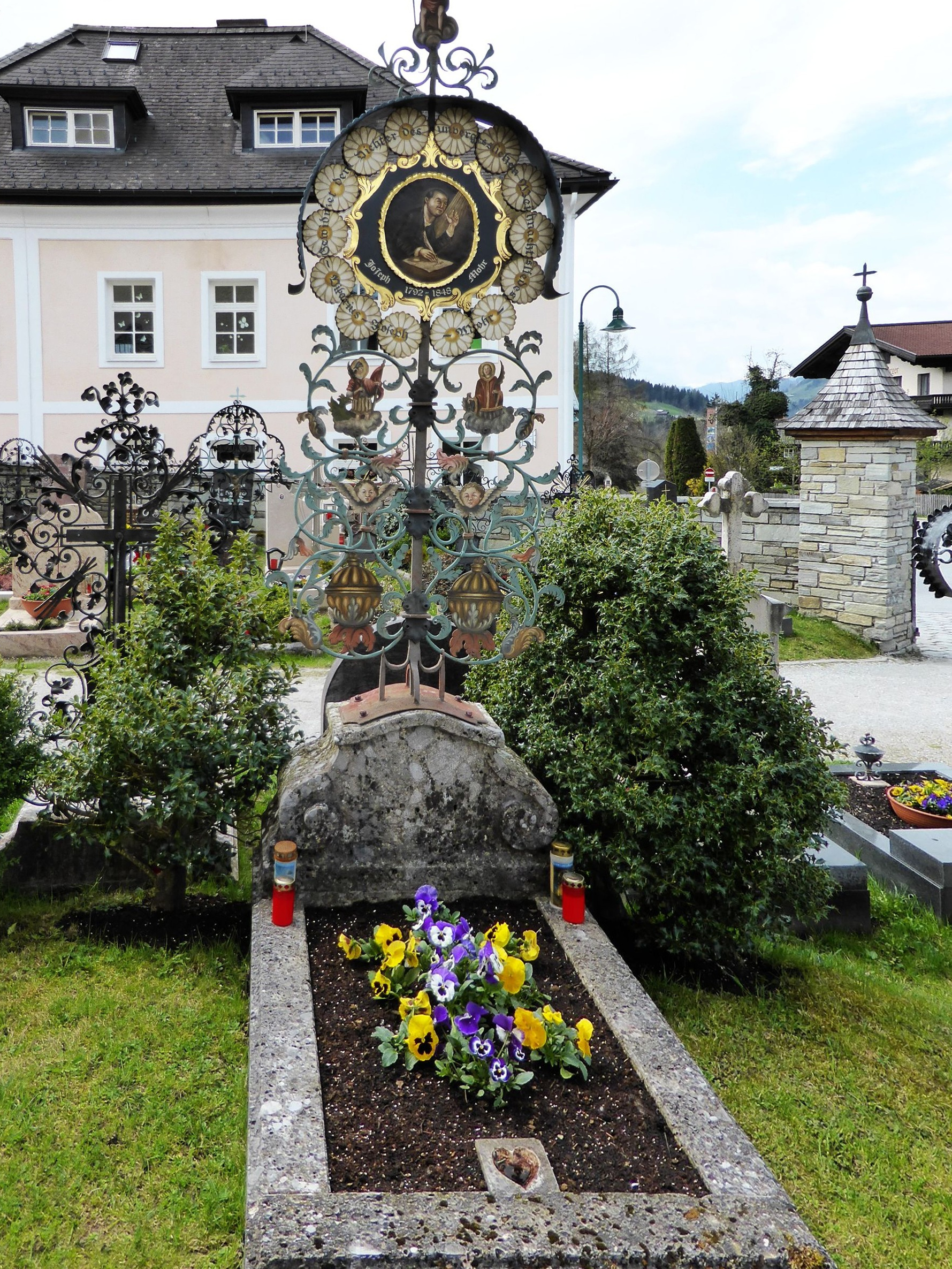
Grab von Joseph Mohr, Friedhof Wagrain

- Außen am nördlichen Langhaus ein barockes Friedhofskreuz zu Johann Georg Roß 1757.
- Ein Grabstein nennt Hanns von Parr 1540, ein Grabstein zu Benedict Zacharias Weichßlbaumer 1759, ein Grabstein zu Rupert Hiebl 1785.
- Im Friedhof befindet sich die Grabstätte zu Joseph Mohr 1848.